# 石上車站
石上車站（日语：／ Ishigami eki */?）是由江之島電鐵（江之電）所經營的鐵路車站，位於日本神奈川縣藤澤市。此站是江之島電鐵線的無人小站，在1920年初設站時原名高砂。當時使用「石上」之名的石上停車場與目前的車站現址並不同，而是在稍微北側之處。1944年江之島電鐵線因為戰爭緣故停用車站也隨之閉鎖。直到1950年時才重新啟用並同時更名為石上。

## 車站結構
此站為側式月台1面1線的地面車站，也是全日無人車站。

## 使用情況
2018年（平成30年）度1日平均上下車人次為771人，江之電全部15個車站當中上下車人次最少。
近年1日平均上下、上車人次推移如下表。
| 年度               | 1日平均 上下車人次 | 1日平均 上車人次 | 來源     |
| ------------------ | ------------------ | ---------------- | -------- |
| 1995年（平成07年） |                    | 264              | [ * 1 ]  |
| 1998年（平成10年） |                    | 247              | [ * 2 ]  |
| 1999年（平成11年） |                    | 241              | [ * 3 ]  |
| 2000年（平成12年） |                    | 235              | [ * 3 ]  |
| 2001年（平成13年） |                    | 230              | [ * 4 ]  |
| 2002年（平成14年） | 626                | 246              | [ * 5 ]  |
| 2003年（平成15年） | 572                | 216              | [ * 6 ]  |
| 2004年（平成16年） | 568                | 209              | [ * 7 ]  |
| 2005年（平成17年） | 561                | 194              | [ * 8 ]  |
| 2006年（平成18年） | 470                | 186              | [ * 9 ]  |
| 2007年（平成19年） | 490                | 148              | [ * 10 ] |
| 2008年（平成20年） | 500                | 133              | [ * 11 ] |
| 2009年（平成21年） | 496                | 125              | [ * 12 ] |
| 2010年（平成22年） | 465                | 117              | [ * 13 ] |
| 2011年（平成23年） | 461                | 110              | [ * 14 ] |
| 2012年（平成24年） | 638                | 318              | [ * 15 ] |
| 2013年（平成25年） | 648                | 330              | [ * 16 ] |
| 2014年（平成26年） | 678                | 345              | [ * 17 ] |
| 2015年（平成27年） | 704                | 358              | [ * 18 ] |
| 2016年（平成28年） | 742                | 377              | [ * 19 ] |
| 2017年（平成29年） | 750                | 384              |          |
| 2018年（平成30年） | 771                | 394              |          |

## 歷史
- 1920年（大正9年）4月1日 - 高砂站（たかすなえき）啟用。
- 1944年（昭和19年）6月30日 - 因戰爭關閉車站。
- 1950年（昭和25年）7月15日 - 改名為石上站再啟用。

## 相鄰車站
江之島電鐵
 江之島電鐵線
藤澤（EN01）－石上（EN02）－柳小路（EN03）

## 外部連結
- 石上站 （页面存档备份，存于） - 江之島電鐵

35°19′56.3″N 139°29′8″E / 35.332306°N 139.48556°E